# 23e régiment d'infanterie légère
Le 23e régiment d'infanterie légère (23e léger) est un régiment d'infanterie légère de l'armée française créé sous la Révolution sous le nom de 23e bataillon de chasseurs.

En 1854, il est transformé et prend le nom de 98e régiment d'infanterie.

## Création et différentes dénominations
- 28 frimaire an III (18 décembre 1794) : Création de la 23e demi-brigade légère de première formation
- 24 messidor an IV (12 juillet 1796) : transformé en 23e demi-brigade légère de deuxième formation
- 1803 : renommée 23e régiment d'infanterie légère.
- 12 mai 1814 : Le régiment est dissous.
- 29 septembre 1840 : Création de la 23e régiment d'infanterie légère
- En 1855, l'infanterie légère est transformée, et ses régiments sont convertis en unités d'infanterie de ligne, prenant les numéros de 76 à 100. Le 23e régiment d'infanterie légère prend le nom de 98e régiment d’infanterie de ligne.

## Colonels/Chef de brigade
- Colonel Louis Jean Nicolas Abbé
- Colonel Paul-Marie Horiot, tué à Wagram

- 8 novembre 1847 : colonel Charles Lemyre (° 1795-† 1873)

## Historique du23eléger

### Guerres de la Révolution et de l'Empire
- Italie 1805-1809
  - 1805 : Bataille de Caldiero (23e régiment d’infanterie légère)

- 1813 : Campagne d'Allemagne
  - 16-19 octobre : Bataille de Leipzig

- - 14 février 1814 : Bataille de Vauchamps

### 1815 à 1851
- 1840 : 23e régiment d'infanterie légère (en garnison à Châtellerault - Vienne en 1849)

### Second Empire
En 1850, le régiment est en garnison à Mézières.
- 1851 : lors du coup d'État du 2 décembre 1851, deux compagnies sont détachées à Issoudun pour réprimer tout soulèvement dans cette ville républicaine[1]

- En 1855, l'infanterie légère est transformée, et ses régiments sont convertis en unités d'infanterie de ligne, prenant les numéros de 76 à 100. Le 23e prend le nom de 98e régiment d’infanterie de ligne.

## Sources et bibliographie
- Histoire de l'armée et de tous les régiments volume 4 par Adrien Pascal
- Nos 144 Régiments de Ligne par  Émile Ferdinand Mugnot de Lyden
- Historique du 98e régiment d'infanterie (et du 23e régiment d'infanterie légère)
- Les liens externes cités ci-dessous